# Marquard III d'Eppenstein
Marquard III d'Eppenstein (+ vers 1000) fou comte d'Eppenstein (Isar i Vils) i un noble de Caríntia i Estíria.
Se l'esmenta en una donació de terres feta per l'emperador Otó II a favor del bisbat de Salzburg el 7 de març de 970, altre cop en una donació a l'abadia de Niedermünster el 27 d'abril del 973, una tercera vegada en una donació a un comte Guillem el 24 d'octubre del 980 i per darrera vegada en una donació al monestir de Sant Gregori a Peterhausen el 2 de juny de 993. Wegener esmenta una carta d'Enric II de Baviera (datada en el seu segon regnat de 985-995) el Barallós que el cita com "Marchwart comes et frater eius Rudker".
Es va casar amb Hadamuda d'Ebersberg, filla d'Adalberó comte d'Ebersberg i de Luitgarda de Preising (+ 19 de febrer d'any desconegut). Van ser els pares de tres fills i un quart (Ulric) més dubtós:
- Adalberó d'Eppenstein (+28 de novembre de 1039), marcgravi de Caríntia (1012-1035)
- Ulric (+ 1011/1013]), comte?
- Eberard (+ després del 28 de novembre de 1039), comte al Isar i Vils. Va deixar un fill, Frederic (+ després del 1065) i una filla (Hadamuda?)
- Ernest (+ després del 28 de novembre de 1039)